# Physomerus grossipes
Espèce
Physomerus grossipes est une espèce d'insectes du sous-ordre des hétéroptères (punaises) et de la famille des Coreidae. Originaire d'Asie du Sud, l'espèce a migré vers les îles du Pacifique. Pondant fréquemment ses œufs sur les légumineuses et les espèces de Convolvulaceae dont elle se nourrit, la femelle de P. grossipes est très protectrice envers ses petits, protégeant notamment les œufs et les nymphes des prédateurs.

## Distribution
Originaire du sud de l'Asie, on la trouve en Indonésie, en Malaisie et en Inde. L'espèce a migré vers d'autres zones, comme Guam et Hawaï.

## Description
De couleur brune avec des pattes noirs, les individus mesurent environ 2 cm de long. Comme les autres Coreidae, P. grossipes est de forme ovale avec des antennes segmentées, une membrane avec de nombreuses veines sur les ailes antérieures, une glande métathoracique puante et un tibia élargi.

## Alimentation
L'insecte se nourrit de légumineuses et de Convolvulaceae. Elle se nourrit essentiellement de patates douces mais aussi d'autres plantes du genre Ipomoea ainsi que de dolique mongette, Clitoria ternatea et le haricot commun. Se nourrissant de la sève de la plante, elle en provoque le dessèchement et perturbe sa production de fruits et est considérée comme nuisible.

## Référence
Ames de Icochea, T. (CIP)., T. Ames, International Potato Center, Sweetpotato: major pests, diseases, and nutritional disorders, International Potato Center, 1997, 153 p.  (ISBN 9789290601876)